# Seewasserwerk Hasenberg

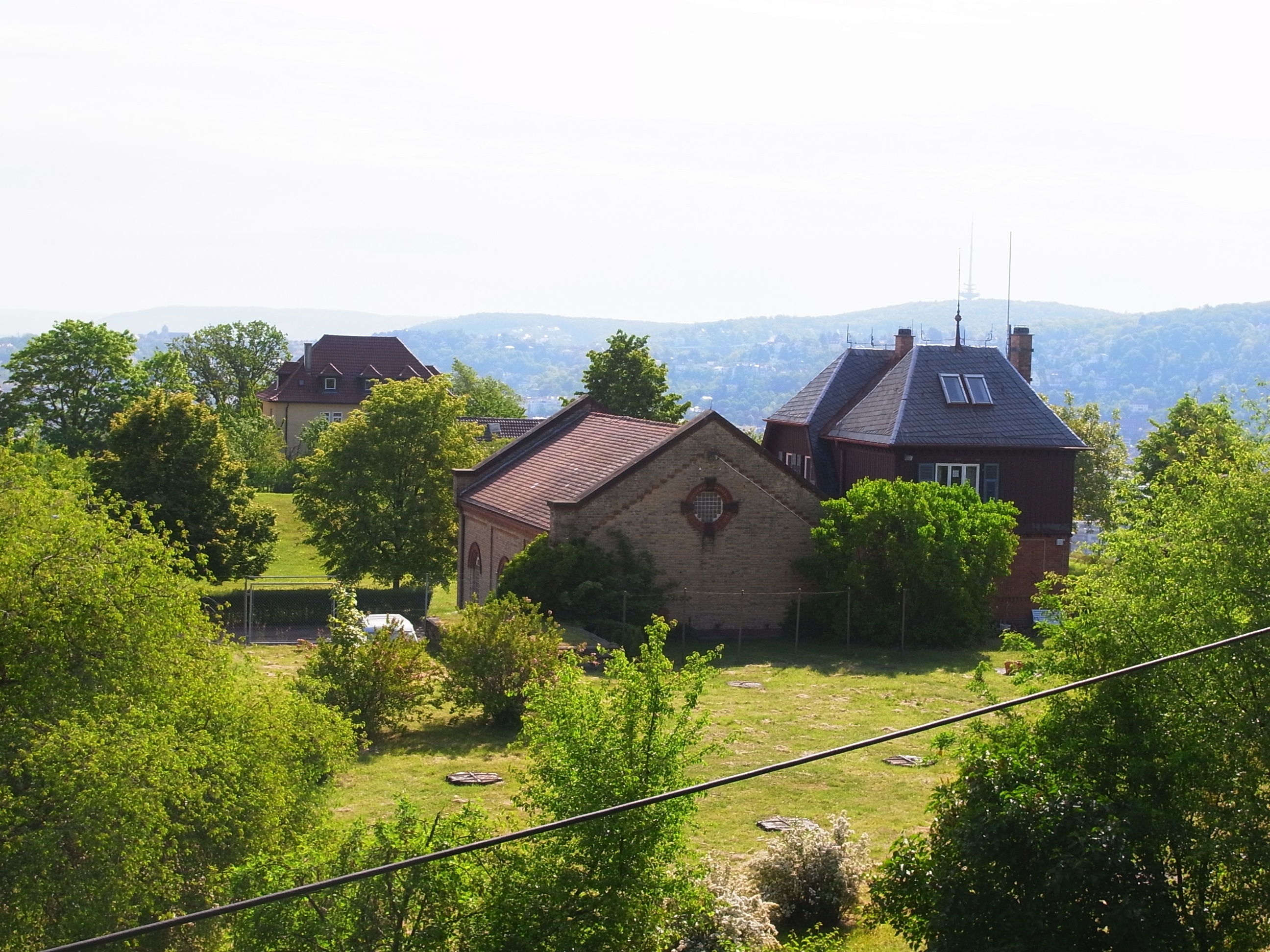
Das Seewasserwerk Hasenberg, links: Pumpstation, rechts: Wärterhaus.

Das Seewasserwerk Hasenberg ist ein historisches Bauwerk in Stuttgart. Es liegt zwischen den Straßen Hasenbergsteige und Rebenreute.

## Geschichte
Das Seewasserwerk wurde im Jahr 1874 auf Initiative des königlichen Bauamtes der Brunnengemeinschaft nach Plänen des Baudirektors Karl Ehmann erbaut und ging 1879 in den Besitz der Stadt Stuttgart über. Die Kosten für den Bau überschritten auf Grund des unerwartet hohen Grundstückspreises, hoher Eisenpreise und Arbeitslöhne den zunächst geplanten und am 2. März 1872 bewilligten Betrag von 70.210 fl. erheblich.
Das Wasserwerk ist nahezu im Originalzustand erhalten und besteht aus einem Wärterhaus, einer Mess-Station, einem Filterbecken und einer Pumpstation. In diesem Wasserwerk wurde einst Wasser aus den Parkseen in Filtrierbassins aufbereitet. Ursprünglich erfolgte die Belieferung der Haushalte mit Kochwasser. Ab den 1920er Jahren wurde auch Trinkwasser aufbereitet. 1933 übernahm das Wasserwerk Gallenklinge dies. Das Werk garantierte zudem ausreichende Kapazitäten an Löschwasser für die Feuerwehr. Mittlerweile wird das Seewasserwerk Hasenberg als Vorratsbehälter benutzt. Es dient der Wasserversorgung der Stuttgarter Stadtmitte und des Stadtbezirks Stuttgart-West.